# Miss Universo 2000
Miss Universo 2000, la 49.ª edición del concurso Miss Universo, se llevó a cabo en el pabellón cubierto Eleftheria en Nicosia (Chipre) el 12 de mayo de 2000.
Representantes provenientes de setenta y nueve países y territorios compitieron por el título en esta edición del concurso. Al final del evento, Miss Universo 1999, Mpule Kwelagobe de Botsuana, coronó como su sucesora a Lara Dutta de la India. Elegida por un jurado de siete personas, la ganadora, de 21 años, se convirtió en la segunda representante de su país en obtener el título de Miss Universo, después de Sushmita Sen (Miss Universo 1994).
El concurso fue presentado por Sinbad; como comentaristas actuaron Ali Landry, Miss USA 1996, y Julie Moran. Elvis Crespo, Dave Koz, Montell Jordan y Anna Vissi se encargaron del entretenimiento.

## Antecedentes

### Sede y fecha
El 1 de julio de 1999, el entonces ministro de Turismo de Chipre, Nicos Rolandis, anunció que la 49.ª edición de Miss Universo se celebraría en Nicosia en un estadio cubierto en mayo de 2000. El país ha invertido 3,5 millones de dólares para el concurso con la esperanza de que la publicidad del certamen incremente el turismo, que es la principal industria del país. El gobierno chipriota ha causado consternación en París al solicitar al Museo del Louvre de la isla que preste la estatua de Venus de Milo para el concurso.
Los líderes conservadores de la iglesia chipriota protestaron por la decisión de realizar el desfile en la isla, alegando que las celebraciones del milenio del nacimiento de Cristo eran más importantes y que el evento era escandaloso y promovería la desnudez femenina.

### Selección de candidatas

#### Reemplazos
La primera finalista de Miss Universo Hungría 2000, Izabella Kiss, fue designada porque Miss Universo Hungría 2000 Ágnes Nagy se retiró del concurso por motivos personales. Miss Italia 1999 Manila Nazzaro debería haber participado en esta edición. Sin embargo, la licencia de la Organización Miss Italia para Miss Universo fue revocada y se la entregó a La Miss per Miss Universo dirigida por la actriz ítalo-estadounidense Clarissa Burtt. Annalisa Guadalupi ganó la primera edición de este concurso. La primera finalista de Miss Rusia 1999, Svetlana Goreva, fue designada para representar a su país porque Miss Rusia 1999 Anna Kruglova no alcanzó la edad requerida.
Se esperaba que Martina Thorogood, Miss Venezuela 1999, participara en esta edición. Sin embargo, debido a su condición de primera finalista en Miss Mundo 1999 y a la posibilidad de asumir dicho título si la ganadora renunciaba a él,se rechazó su participación. La Organización Miss Universo tampoco aceptó la designación de la primera finalista, Norkys Batista, ya que no había ganado el título nacional. Debido a esto, la Organización Miss Venezuela realizó un concurso especial el 26 de febrero de 2000 para seleccionar a la representante venezolana, y Claudia Moreno resultó ganadora.

#### Debuts, regresos y retiros
La edición de 2000 no vio el debut de ningún país y los regresos de Bulgaria, Dinamarca, Gran Bretaña, Guam, Noruega, Países Bajos, San Martín y Zimbabue. San Martín compitió por última vez en 1982, Dinamarca en 1986, mientras que los demás en 1998. Austria, Bonaire, Curazao, Guyana, Islas Cook, Islas Vírgenes de los Estados Unidos, Nicaragua, Surinam, Turquía y Zambia se retiraron. Jozaïne Wall de Curazao no participó porque no cumplía con el requisito de edad. Liana Tarita Scott de las Islas Cook, Michelle Boyer Sablan de las Islas Marianas del Norte y Sidonia Mwape de Zambia no participaron por motivos desconocidos. Austria, Barbados, Bonaire, Guyana, las Islas Vírgenes de los Estados Unidos, Nicaragua y Surinam no participaron después de que su organización nacional no pudo realizar un concurso nacional o designar a una candidata.
La segunda finalista de Miss Turquía 2000, Cansu Dere, debería haber participado en Miss Universo en lugar de Dogoum Vegeri, porque no cumplía con el requisito de edad para Miss Universo. Sin embargo, dado que Turquía y Chipre no tienen relaciones entre sí, el gobierno turco solo permitiría que Dere vuele a Chipre si pasa por Chipre del Norte. La Organización Miss Turquía hizo arreglos para que Dere viajara a Atenas (Grecia), pero el día antes de que Dere volara, el gobierno turco no le permitió volar a Chipre por razones políticas.

## Resultados

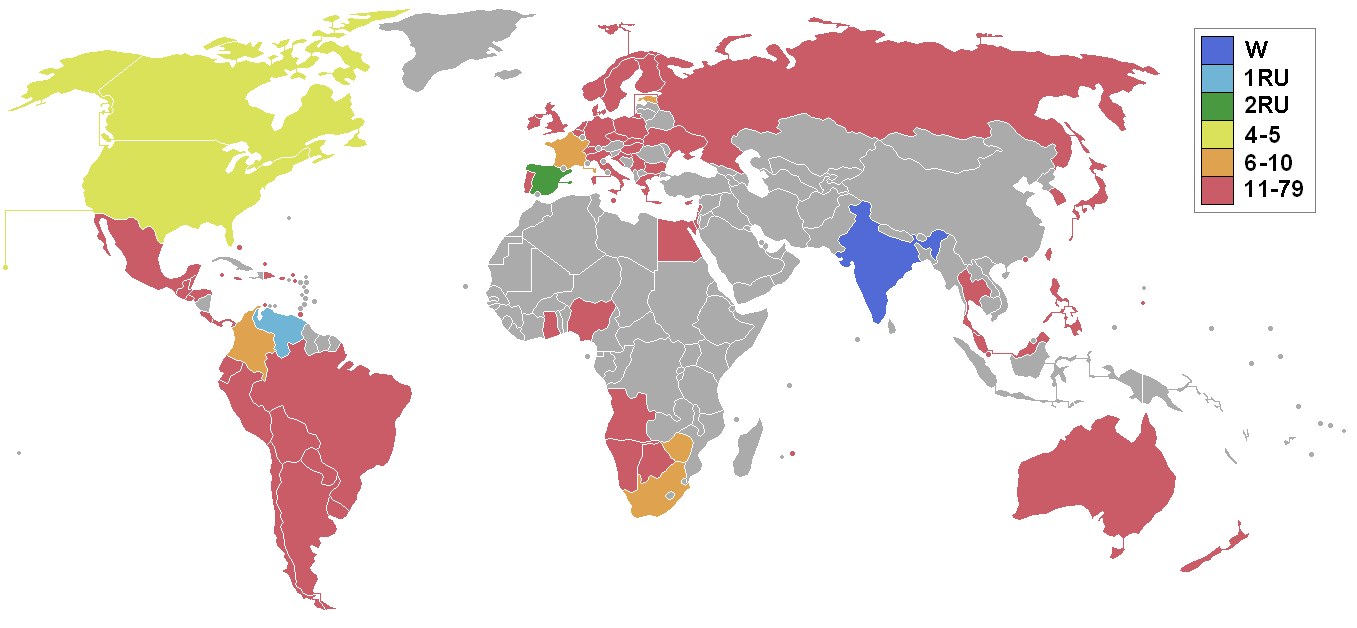
Países y territorios que enviaron candidatas y resultados para Miss Universo 2000

### Clasificación final
La ganadora, las finalistas y las semifinalistas fueron las siguientes candidatas:
| Posición                | Candidata |
| ----------------------- | --- |
| Miss Universo 2000      | - India - Lara Dutta |
| Primera finalista       | - Venezuela - Claudia Moreno |
| Segunda finalista       | - España - Helen Lindes |
| Finalistas (Top 5)      | - Canadá - Kim Yee - Estados Unidos - Lynnette Cole                                                                                          |
| Semifinalistas (Top 10) | - Colombia - Catalina Acosta - Estonia - Evelyn Mikomägi - Francia - Sonia Rolland - Sudáfrica - Heather Hamilton - Zimbabue - Corinne Crewe |

### Premios especiales
Los premios especiales fueron otorgados a las siguientes candidatas:
| Premio                 | Candidata                 |
| ---------------------- | ------------------------- |
| Mejor en traje de baño | - India - Lara Dutta      |
| Mejor estilo           | - México - Leticia Murray |
| Mejor traje nacional   | - México - Leticia Murray |
| Miss Fotogénica        | - España - Helen Lindes   |
| Miss Simpatía          | - Aruba - Tamara Scaroni  |

## El concurso

### Formato
Al igual que en 1998, se seleccionaron diez cuartofinalistas mediante una competencia preliminar y entrevistas a puerta cerrada. Las diez cuartofinalistas participaron en una entrevista informal y en competencia de trajes de baño y de noche. Posteriormente, se seleccionaron cinco finalistas para competir en la ronda inicial de preguntas y respuestas, y luego, se seleccionaron tres finalistas para competir en la pregunta final y la pasada final (final look).

### Panel de jueces
El panel de jueces estuvo conformado por las siguientes siete personas:
- Tony Robbins, autor de libros de autoayuda y orador motivacional estadounidense
- Catherine Bell, actriz
- André Leon Talley, periodista y exeditor de Vogue
- Kim Alexis, modelo
- Cristián de la Fuente, actor chileno
- Debbie Allen, actriz, coreógrafa, directora y productora de televisión estadounidense
- Serena Altschul, corresponsal de noticias de la cadena MTV

## Candidatas
Setenta y nueve candidatas compitieron por el título.
| País/Territorio           | Candidata             | Edad | Procedencia             |
| ------------------------- | --------------------- | ---- | ----------------------- |
| Alemania                  | Sabrina Schepmann     | 18   | Nauen                   |
| Angola                    | Eunice Manita         | 19   | Luanda                  |
| Argentina                 | Andrea Nicastri       | 25   | Buenos Aires            |
| Aruba                     | Tamara Scaroni        | 23   | San Nicolaas            |
| Australia                 | Samantha Frost        | 22   | Sídney                  |
| Bahamas                   | Mikala Moss           | 24   | Nasáu                   |
| Bélgica                   | Joke Van de Velde     | 20   | Ghent                   |
| Belice                    | Shiemicka Richardson  | 26   | Ciudad de Belice        |
| Bolivia                   | Yenny Vaca            | 18   | Santa Cruz de la Sierra |
| Botsuana                  | Joyce Molemoeng       | 21   | Orapa                   |
| Brasil                    | Josiane Kruliskoski   | 20   | Sinop                   |
| Bulgaria                  | Magdalina Valchanova  | 22   | Plóvdiv                 |
| Canadá                    | Kim Yee               | 22   | Edmonton                |
| Chile                     | Francesca Sovino      | 21   | Valparaíso              |
| Chipre                    | Christi Groutidou     | 19   | Nicosia                 |
| Colombia                  | Catalina Acosta       | 22   | La Vega                 |
| Corea del Sur             | Kim Yeon-joo          | 19   | Seúl                    |
| Costa Rica                | Laura Mata            | 22   | San José                |
| Croacia                   | Renata Lovrinčević    | 23   | Split                   |
| Dinamarca                 | Heidi Meyer Vallentin | 23   | Copenhague              |
| Ecuador                   | Gabriela Cadena       | 20   | Guayaquil               |
| Egipto                    | Rania El-Sayed        | 18   | El Cairo                |
| El Salvador               | Alexandra Rivas       | 20   | San Salvador            |
| Eslovaquia                | Miroslava Kysucká     | 19   | Bratislava              |
| España                    | Helen Lindes          | 18   | Gerona                  |
| Estados Unidos            | Lynnette Cole         | 22   | Columbia                |
| Estonia                   | Evelyn Mikomägi       | 20   | Tallin                  |
| Filipinas                 | Nina Ricci Alagao     | 22   | Macati                  |
| Finlandia                 | Suvi Miinala          | 19   | Kemi                    |
| Francia                   | Sonia Rolland         | 18   | Cluny                   |
| Ghana                     | Maame Esi Acquah      | 18   | Cape Coast              |
| Gran Bretaña              | Louise Lakin          | 21   | Mánchester              |
| Grecia                    | Eleni Skafida         | 21   | Atenas                  |
| Guam                      | Lisa-Marie Quinata    | 22   | Santa Rita              |
| Guatemala                 | Evelyn López          | 21   | Ciudad de Guatemala     |
| Honduras                  | Flor García           | 19   | San Pedro Sula          |
| Hong Kong                 | Sonija Kwok           | 25   | Hong Kong               |
| Hungría                   | Izabella Kiss         | 24   | Budapest                |
| India                     | Lara Dutta            | 21   | Ghaziabad               |
| Irlanda                   | Louise Doheny         | 19   | Dublín                  |
| Israel                    | Nirit Bakshi          | 18   | Beersheba               |
| Islas Caimán              | Mona Lisa Tatum       | 22   | George Town             |
| Islas Turcas y Caicos     | Clintina Gibbs        | 20   | Cockburn Town           |
| Islas Vírgenes Británicas | Tausha Vanterpool     | 22   | Tórtola                 |
| Italia                    | Annalisa Guadalupi    | 18   | Roma                    |
| Jamaica                   | Saphire Longmore      | 24   | Clarendon               |
| Japón                     | Mayu Endo             | 24   | Tokio                   |
| Líbano                    | Norma Elias Naoum     | 23   | Beirut                  |
| Malasia                   | Lynette Ludi          | 25   | Kuching                 |
| Malta                     | Jolene Arpa           | 18   | Santa Luċija            |
| Mauricio                  | Jenny Arthemidor      | 18   | Port Louis              |
| México                    | Leticia Murray        | 20   | Hermosillo              |
| Namibia                   | Mia de Klerk          | 20   | Khomas                  |
| Nueva Zelanda             | Tonia Peachey         | 19   | Auckland                |
| Nigeria                   | Matilda Kerry         | 19   | Lagos                   |
| Noruega                   | Tonje Kristin Wøllo   | 25   | Buskerud                |
| Países Bajos              | Chantal van Roessel   | 25   | Brabante Septentrional  |
| Panamá                    | Analía Núñez          | 20   | Ciudad de Panamá        |
| Paraguay                  | Carolina Ramírez      | 20   | Alto Paraná             |
| Perú                      | Verónica Rueckner     | 19   | Piura                   |
| Polonia                   | Emilia Raszynska      | 21   | Varmia y Masuria        |
| Portugal                  | Licinia Macedo        | 24   | Madeira                 |
| Puerto Rico               | Zoribel Fonalledas    | 22   | Guaynabo                |
| República Checa           | Jitka Kocurová        | 20   | Praga                   |
| República Dominicana      | Gilda Jovine          | 20   | Santo Domingo           |
| Rusia                     | Svetlana Goreva       | 18   | Moscú                   |
| Singapur                  | Eunice Olsen          | 22   | Singapur                |
| San Martín                | Angelique Romou       | 26   | Philipsburg             |
| Sudáfrica                 | Heather Hamilton      | 22   | Gauteng                 |
| Suecia                    | Valerie Aflalo        | 23   | Malmö                   |
| Suiza                     | Anita Buri            | 21   | Berg                    |
| Tailandia                 | Kulthida Yenprasert   | 21   | Bangkok                 |
| Taiwán                    | Lei-Ann Chang         | 22   | Taipéi                  |
| Trinidad y Tobago         | Heidi Rostant         | 22   | Puerto España           |
| Ucrania                   | Natalie Shvachko      | 24   | Dnipropetrovsk          |
| Uruguay                   | Giovanna Piazza       | 18   | Montevideo              |
| Venezuela                 | Claudia Moreno        | 22   | Caracas                 |
| Yugoslavia                | Lana Marić            | 19   | Belgrado                |
| Zimbabue                  | Corinne Crewe         | 18   | Harare                  |